# アルシデス・エスコバー
- アルシデス・エスコバル

アルシデス・エスコバー（Alcides Escobar, 1986年12月16日 - ）は、ベネズエラのラ・グアイラ州ラ・サバナ出身のプロ野球選手（遊撃手）。右投右打。愛称はエスキー。メキシカンリーグのキンタナロー・タイガース所属。
ケルビム・エスコバー、エドウィン・エスコバー、ビセンテ・カンポス、ロナルド・アクーニャ・ジュニアとは従兄弟である。

## 経歴

### プロ入りとブルワーズ時代

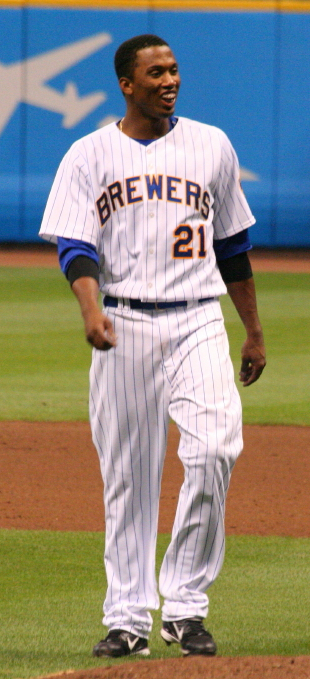
ミルウォーキー・ブルワーズ時代
（2009年8月14日）

2003年7月9日にドラフト外（アマチュア・フリーエージェント）でミルウォーキー・ブルワーズと契約した。この時、16歳であった。
2007年はマイナーリーグ（A+級ブレバード・カウンティ・マナティーズとAA級ハンツビル・スターズ合計）で125試合に出場し、打率.306、22盗塁の好成績を挙げ、6月16日はフロリダステート・リーグのオールスターに、7月8日にはフューチャーズ・オールスターゲームに出場した。シーズン終了後、チーム内のベスト・ディフェンシブ・インフィルダーとベスト・インフィールド・アームに選出（ベスト・ディフェンシブ・インフィルダーは2005年から3年連続）。
2008年はAA級ハンツビルで131試合に出場し、打率.328、出塁率.363、34盗塁。7月14日はサザン・リーグのミッドシーズン・オールスターに、8月28日には同リーグのポストシーズン・オールスターに出場。この間、週間MVPを2度受賞している。9月1日にメジャーに初昇格し、同月3日のニューヨーク・メッツ戦で遊撃手の守備からの途中出場によりデビューを果たし、その後の初打席でスコット・ショーエンワイスから初安打を記録した。また、5日にはベースボール・アメリカのマイナーリーグ・オールスター代表チームに選ばれている。
2010年は前年までの正遊撃手だったJ.J.ハーディの移籍、クレイグ・カウンセルの衰えなどの影響で、レギュラーに定着した。145試合に出場し、打率.235、4本塁打、41打点、出塁率.288を記録した。

### ロイヤルズ時代
2010年オフにザック・グレインキー、ユニエスキー・ベタンコートとのトレードで、ロレンゾ・ケイン、ジェレミー・ジェフレス、ジェイク・オドリッジと共にカンザスシティ・ロイヤルズへ移籍した。

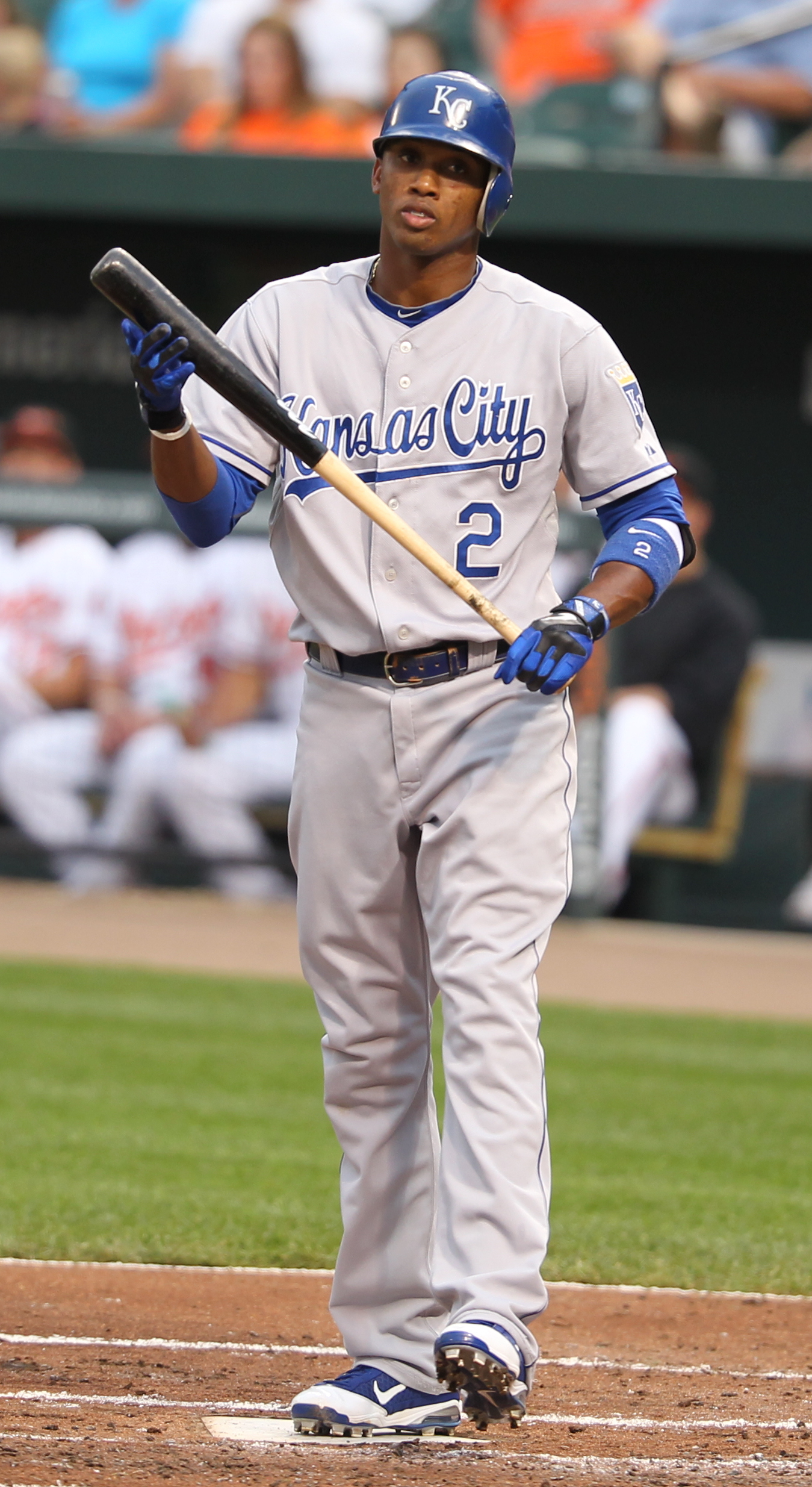
2011年

2011年はロイヤルズで正遊撃手を務めた。459補殺（リーグ1位）、271刺殺（同1位）、守備率.980（同4位）だったが、打撃では打率.254、4本塁打、46打点に留まった。
2012年3月15日に2015年まで4年1,050万ドル（2016年の525万ドル、2017年の650万ドルの球団側選択オプション付）で契約を結んだ。この年も前年に引き続き正遊撃手として出場し、打率.293、5本塁打、52打点、35盗塁（アメリカンリーグ5位）、出塁率.331を記録した。守備では408補殺（同5位）、242刺殺（同2位）、守備率.972を記録した。
2013年は前年から一転して打率.234、出塁率.259などと、打撃成績では自己最低だった。守備では395補殺（ア・リーグ4位）、222刺殺（同4位）、守備率.979（同5位）を記録した。
2014年はレギュラーシーズン全162試合とポストシーズン全15試合に遊撃手で先発出場し、チームのワールドシリーズ進出に貢献した。9月13日以降は1番打者として起用され続けた。守備で440補殺（ア・リーグ2位）、213刺殺（同2位）、守備率.976（同4位）を記録した。オフの11月7日に日米野球2014のMLB選抜に選出された。
2015年は、開幕から1番打者として定着した。ファン投票で自身初のオールスターに選出され「9番・遊撃手」で先発メンバーに名を連ねた。148試合出場だったが、6年連続で規定打席に達して打率.257、3本塁打、47打点を記録した。守備では417補殺（ア・リーグ5位）、217刺殺（同4位）、守備率.980（同3位）を記録し、自身初のゴールドグラブ賞を受賞した。リーグチャンピオンシップシリーズでは打率.478（23打数11安打）、5打点などを記録しMVPを受賞し、ワールドシリーズでは第1戦の初回先頭打者としてマット・ハービーの初球で、シリーズ史上86年ぶり10人目となるランニング本塁打を記録し、ワールドシリーズ制覇に貢献した。オフに球団が契約オプションを行使し、残留が決まった。
2016年も開幕から1番打者として出場した。全162試合にフル出場し、打率.261、7本塁打、55打点、17盗塁という成績を記録した。
2017年開幕前の2月8日に第4回ワールド・ベースボール・クラシック（WBC）のベネズエラ代表に選出された。オフの11月2日にFAとなった
2018年1月29日にロイヤルズと1年250万ドル+出来高最大150万ドルで再契約を結んだ。シーズンでは140試合に出場して打率.231、4本塁打、34打点、8盗塁を記録した。オフの10月29日にFAとなった。

### ホワイトソックス傘下時代
2019年2月16日にボルチモア・オリオールズとマイナー契約を結び、スプリングトレーニングに招待選手として参加することになったが、3月21日にFAとなった。3月22日にシカゴ・ホワイトソックスとマイナー契約を結んだ。シーズンでは傘下のAAA級シャーロット・ナイツで96試合に出場して打率.286、10本塁打、70打点の成績を残していたが、球団に契約を破棄するよう申し出て、8月2日にFAとなった。

### ヤクルト時代
2019年10月30日に東京ヤクルトスワローズと契約を結んだ。背番号は2で、推定年俸は80万ドル（約8800万円）プラス出来高。
2020年はMLBでゴールドグラブ賞を受賞した高い守備力を期待され、開幕戦から遊撃手のレギュラーとして起用された。守備面では持ち前の強肩を活かした派手なプレーを見せることもあったが、守備範囲の狭さを露呈した。守備指標の1つでDELTA社の算出するUZRでは12球団の遊撃手として最下位の数値を記録し、シーズン終盤には三塁手でも起用見された。打撃面では最終規定打席に到達し、打率.273、1本塁打、30打点だった。11月23日に自由契約選手として公示された。

### ロイヤルズ傘下時代
2021年5月5日にロイヤルズとマイナー契約を結んだ。加入後は傘下のAAA級オマハ・ストームチェイサーズでプレーし、35試合に出場して打率.274、5本塁打、16打点、2盗塁を記録した。

### ナショナルズ時代
2021年7月2日にトレードでワシントン・ナショナルズへ移籍し、7月3日にメジャー契約を結んでアクティブ・ロースター入りした。同日のロサンゼルス・ドジャース戦にて「7番・遊撃手」で先発出場し、7回裏の第3打席でMLBでは3年ぶりとなる安打を放った。75試合の出場でオフの10月5日にナショナルズと1年100万ドルで再契約した。
2022年8月3日に自由契約となった。

### メキシカンリーグ時代
2023年3月1日にメキシカンリーグのユカタン・ライオンズと契約した。
同年7月に、モンクローバ・スティーラーズに移籍した。
翌年の2月16日に、キンタナロー・タイガースへ移籍した。

## 選手としての特徴
打撃スタイルは、コンタクトヒッターで、俊足を生かすことに徹している。広い守備範囲と強肩の持ち主であり、遊撃手を本職に高度かつ華麗なプレーを見せる。

## 詳細情報

### 年度別打撃成績
| 年 度     | 球 団     | 試 合 | 打 席 | 打 数 | 得 点 | 安 打 | 二 塁 打 | 三 塁 打 | 本 塁 打 | 塁 打 | 打 点 | 盗 塁 | 盗 塁 死 | 犠 打 | 犠 飛 | 四 球 | 敬 遠 | 死 球 | 三 振 | 併 殺 打 | 打 率 | 出 塁 率 | 長 打 率 | O P S |
| --------- | --------- | ----- | ----- | ----- | ----- | ----- | -------- | -------- | -------- | ----- | ----- | ----- | -------- | ----- | ----- | ----- | ----- | ----- | ----- | -------- | ----- | -------- | -------- | ----- |
| 2008      | MIL       | 9     | 4     | 4     | 2     | 2     | 0        | 0        | 0        | 2     | 0     | 0     | 0        | 0     | 0     | 0     | 0     | 0     | 1     | 0        | .500  | .500     | .500     | 1.000 |
| 2009      | MIL       | 38    | 134   | 125   | 20    | 38    | 3        | 1        | 1        | 46    | 11    | 4     | 2        | 2     | 1     | 4     | 0     | 2     | 18    | 0        | .304  | .333     | .368     | .701  |
| 2010      | MIL       | 145   | 552   | 506   | 57    | 119   | 14       | 10       | 4        | 165   | 41    | 10    | 4        | 4     | 3     | 36    | 7     | 3     | 70    | 8        | .235  | .288     | .326     | .614  |
| 2011      | KC        | 158   | 598   | 548   | 69    | 139   | 21       | 8        | 4        | 188   | 46    | 26    | 9        | 18    | 3     | 25    | 1     | 4     | 73    | 10       | .254  | .290     | .343     | .633  |
| 2012      | KC        | 155   | 648   | 605   | 68    | 177   | 30       | 7        | 5        | 236   | 52    | 35    | 5        | 8     | 0     | 27    | 2     | 8     | 100   | 14       | .293  | .331     | .390     | .721  |
| 2013      | KC        | 158   | 642   | 607   | 57    | 142   | 20       | 4        | 4        | 182   | 52    | 22    | 0        | 9     | 4     | 19    | 1     | 3     | 84    | 12       | .234  | .259     | .300     | .559  |
| 2014      | KC        | 162   | 620   | 579   | 74    | 165   | 34       | 5        | 3        | 218   | 50    | 31    | 6        | 8     | 4     | 23    | 1     | 6     | 83    | 12       | .285  | .317     | .377     | .694  |
| 2015      | KC        | 148   | 662   | 612   | 76    | 157   | 20       | 5        | 3        | 196   | 47    | 17    | 5        | 11    | 5     | 26    | 1     | 8     | 75    | 10       | .257  | .293     | .320     | .614  |
| 2016      | KC        | 162   | 682   | 637   | 57    | 166   | 24       | 6        | 7        | 223   | 55    | 17    | 4        | 10    | 5     | 27    | 2     | 3     | 96    | 16       | .261  | .292     | .350     | .642  |
| 2017      | KC        | 162   | 629   | 599   | 71    | 150   | 36       | 5        | 6        | 214   | 54    | 4     | 7        | 7     | 4     | 15    | 1     | 4     | 102   | 14       | .250  | .272     | .357     | .629  |
| 2018      | KC        | 140   | 531   | 485   | 54    | 112   | 22       | 3        | 4        | 152   | 34    | 8     | 2        | 8     | 4     | 29    | 1     | 5     | 74    | 14       | .231  | .279     | .313     | .593  |
| 2020      | ヤクルト  | 104   | 402   | 377   | 27    | 103   | 14       | 2        | 1        | 124   | 30    | 6     | 7        | 1     | 2     | 13    | 6     | 9     | 52    | 9        | .273  | .312     | .329     | .641  |
| 2021      | WSH       | 75    | 349   | 319   | 54    | 92    | 21       | 2        | 4        | 129   | 28    | 3     | 0        | 2     | 2     | 17    | 0     | 9     | 56    | 2        | .288  | .340     | .404     | .744  |
| 2022      | WSH       | 40    | 131   | 124   | 12    | 27    | 4        | 2        | 0        | 35    | 8     | 1     | 1        | 0     | 0     | 5     | 0     | 2     | 32    | 1        | .218  | .260     | .282     | .542  |
| MLB：13年 | MLB：13年 | 1552  | 6182  | 5750  | 670   | 1486  | 249      | 58       | 45       | 1986  | 478   | 178   | 45       | 87    | 35    | 253   | 17    | 57    | 864   | 113      | .258  | .295     | .345     | .640  |
| NPB：1年  | NPB：1年  | 104   | 402   | 377   | 27    | 103   | 14       | 2        | 1        | 124   | 30    | 6     | 7        | 1     | 2     | 13    | 6     | 9     | 52    | 9        | .273  | .312     | .329     | .641  |

- 2022年度シーズン終了時
- 各年度の太字はリーグ最高

### 年度別守備成績
内野守備
| 年 度 | 球 団    | 遊撃（SS） | 遊撃（SS） | 遊撃（SS） | 遊撃（SS） | 遊撃（SS） | 遊撃（SS） | 二塁（2B） | 二塁（2B） | 二塁（2B） | 二塁（2B） | 二塁（2B） | 二塁（2B） | 三塁（3B） | 三塁（3B） | 三塁（3B） | 三塁（3B） | 三塁（3B） | 三塁（3B） |
| 年 度 | 球 団    | 試 合      | 刺 殺      | 補 殺      | 失 策      | 併 殺      | 守 備 率   | 試 合      | 刺 殺      | 補 殺      | 失 策      | 併 殺      | 守 備 率   | 試 合      | 刺 殺      | 補 殺      | 失 策      | 併 殺      | 守 備 率   |
| ----- | -------- | ---------- | ---------- | ---------- | ---------- | ---------- | ---------- | ---------- | ---------- | ---------- | ---------- | ---------- | ---------- | ---------- | ---------- | ---------- | ---------- | ---------- | ---------- |
| 2008  | MIL      | 2          | 0          | 0          | 0          | 0          | .---       | -          | -          | -          | -          | -          | -          | -          | -          | -          | -          | -          | -          |
| 2009  | MIL      | 37         | 59         | 94         | 6          | 20         | .962       | -          | -          | -          | -          | -          | -          | -          | -          | -          | -          | -          | -          |
| 2010  | MIL      | 138        | 174        | 358        | 20         | 71         | .964       | -          | -          | -          | -          | -          | -          | -          | -          | -          | -          | -          | -          |
| 2011  | KC       | 158        | 271        | 459        | 15         | 98         | .980       | -          | -          | -          | -          | -          | -          | -          | -          | -          | -          | -          | -          |
| 2012  | KC       | 155        | 242        | 408        | 19         | 97         | .972       | -          | -          | -          | -          | -          | -          | -          | -          | -          | -          | -          | -          |
| 2013  | KC       | 158        | 222        | 395        | 13         | 89         | .979       | -          | -          | -          | -          | -          | -          | -          | -          | -          | -          | -          | -          |
| 2014  | KC       | 162        | 213        | 440        | 16         | 91         | .976       | -          | -          | -          | -          | -          | -          | -          | -          | -          | -          | -          | -          |
| 2015  | KC       | 148        | 217        | 417        | 13         | 80         | .980       | -          | -          | -          | -          | -          | -          | -          | -          | -          | -          | -          | -          |
| 2016  | KC       | 162        | 221        | 426        | 14         | 95         | .979       | -          | -          | -          | -          | -          | -          | -          | -          | -          | -          | -          | -          |
| 2017  | KC       | 162        | 202        | 468        | 15         | 97         | .978       | -          | -          | -          | -          | -          | -          | -          | -          | -          | -          | -          | -          |
| 2018  | KC       | 104        | 129        | 243        | 9          | 49         | .976       | 3          | 5          | 6          | 0          | 0          | 1.000      | 29         | 25         | 53         | 3          | 7          | .963       |
| 2020  | ヤクルト | 69         | 82         | 172        | 7          | 33         | .973       | -          | -          | -          | -          | -          | -          | 39         | 23         | 45         | 2          | 4          | .971       |
| 2021  | WSH      | 61         | 97         | 121        | 7          | 23         | .969       | 18         | 28         | 43         | 0          | 10         | 1.000      | -          | -          | -          | -          | -          | -          |
| 2022  | WSH      | 37         | 48         | 90         | 5          | 15         | .965       | 2          | 1          | 1          | 0          | 0          | 1.000      | -          | -          | -          | -          | -          | -          |
| MLB   | MLB      | 1484       | 2095       | 3919       | 152        | 825        | .975       | 23         | 34         | 50         | 0          | 10         | 1.000      | 29         | 25         | 53         | 3          | 7          | .963       |
| NPB   | NPB      | 69         | 82         | 172        | 7          | 33         | .973       | -          | -          | -          | -          | -          | -          | 39         | 23         | 45         | 2          | 4          | .971       |

外野守備
| 年 度 | 球 団 | 中堅（CF） | 中堅（CF） | 中堅（CF） | 中堅（CF） | 中堅（CF） | 中堅（CF） | 左翼（LF） | 左翼（LF） | 左翼（LF） | 左翼（LF） | 左翼（LF） | 左翼（LF） | 右翼（RF） | 右翼（RF） | 右翼（RF） | 右翼（RF） | 右翼（RF） | 右翼（RF） |
| 年 度 | 球 団 | 試 合      | 刺 殺      | 補 殺      | 失 策      | 併 殺      | 守 備 率   | 試 合      | 刺 殺      | 補 殺      | 失 策      | 併 殺      | 守 備 率   | 試 合      | 刺 殺      | 補 殺      | 失 策      | 併 殺      | 守 備 率   |
| ----- | ----- | ---------- | ---------- | ---------- | ---------- | ---------- | ---------- | ---------- | ---------- | ---------- | ---------- | ---------- | ---------- | ---------- | ---------- | ---------- | ---------- | ---------- | ---------- |
| 2010  | MIL   | 1          | 4          | 0          | 0          | 0          | 1.000      | 2          | 2          | 0          | 0          | 0          | 1.000      | 2          | 2          | 0          | 0          | 0          | 1.000      |
| 2018  | KC    | 6          | 12         | 0          | 1          | 0          | .923       | -          | -          | -          | -          | -          | -          | -          | -          | -          | -          | -          | -          |
| MLB   | MLB   | 7          | 16         | 0          | 1          | 0          | .941       | 2          | 2          | 0          | 0          | 0          | 1.000      | 2          | 2          | 0          | 0          | 0          | 1.000      |

- 2022年度シーズン終了時
- 太字年はゴールドグラブ賞受賞

### 記録
MiLB
- オールスター・フューチャーズゲーム選出：1回（2007年）

MLB
- MLBオールスターゲーム選出：1回（2015年）

NPB初記録
- 初出場・初先発出場：2020年6月19日、対中日ドラゴンズ1回戦（明治神宮野球場）、7番・遊撃手で先発出場
- 初打席：同上、1回裏に大野雄大から投手失策
- 初安打：同上、5回裏に又吉克樹から左前安打
- 初盗塁：2020年6月20日、対中日ドラゴンズ2回戦（明治神宮野球場）、2回裏に二盗（投手：吉見一起、捕手：木下拓哉）
- 初打点：同上、8回裏にルイス・ゴンサレスから左翼線2点適時二塁打
- 初本塁打：2020年7月15日、対阪神タイガース5回戦（阪神甲子園球場）、6回表にオネルキ・ガルシアから左越2ラン

### 表彰
MLB
- ゴールドグラブ賞（遊撃手部門）：1回（2015年）
- リーグチャンピオンシップシリーズ最優秀選手賞：1回（2015年）

### 背番号
- 21（2008年 - 2010年）
- 2（2011年 - 2018年、2020年）
- 3（2021年 - ）

### 登場曲
- 「CÓMO SE SIENTE (Remix)」Jhay Cortez x Bad Bunny | Las Que No Iban A Salir（2020年〈奇数打席〉）
- 「Gistro Amarillo」Ozuna x Wisin（2020年〈偶数打席〉）

### 代表歴
- 2017 ワールド・ベースボール・クラシック・ベネズエラ代表